# Matsumoto
Matsumoto (松本市 Matsumoto-shi?) är en universitetsstad i prefekturen Nagano på centrala Honshu i Japan. Folkmängden uppgår till cirka 240 000 invånare.
Matsumoto fick stadsrättigheter 1907 och har sedan 2000
status som speciell stad (japanska: 特例市?, Tokureishi) enligt lagen om lokalt självstyre.

## Kultur
I Matsumoto ligger träsnittsmuseet Japan Ukiyo-e Museum.

## Vänorter
- Fujisawa, (Kanagawa prefektur)[5]
- Himeji (Hyōgo prefektur)[6]
- Takayama (Gifu prefektur)[7]
- Salt Lake City, Utah
- Katmandu
- Langfang[8], Hebei
- Grindelwald, Bern (kanton)

## Bilder

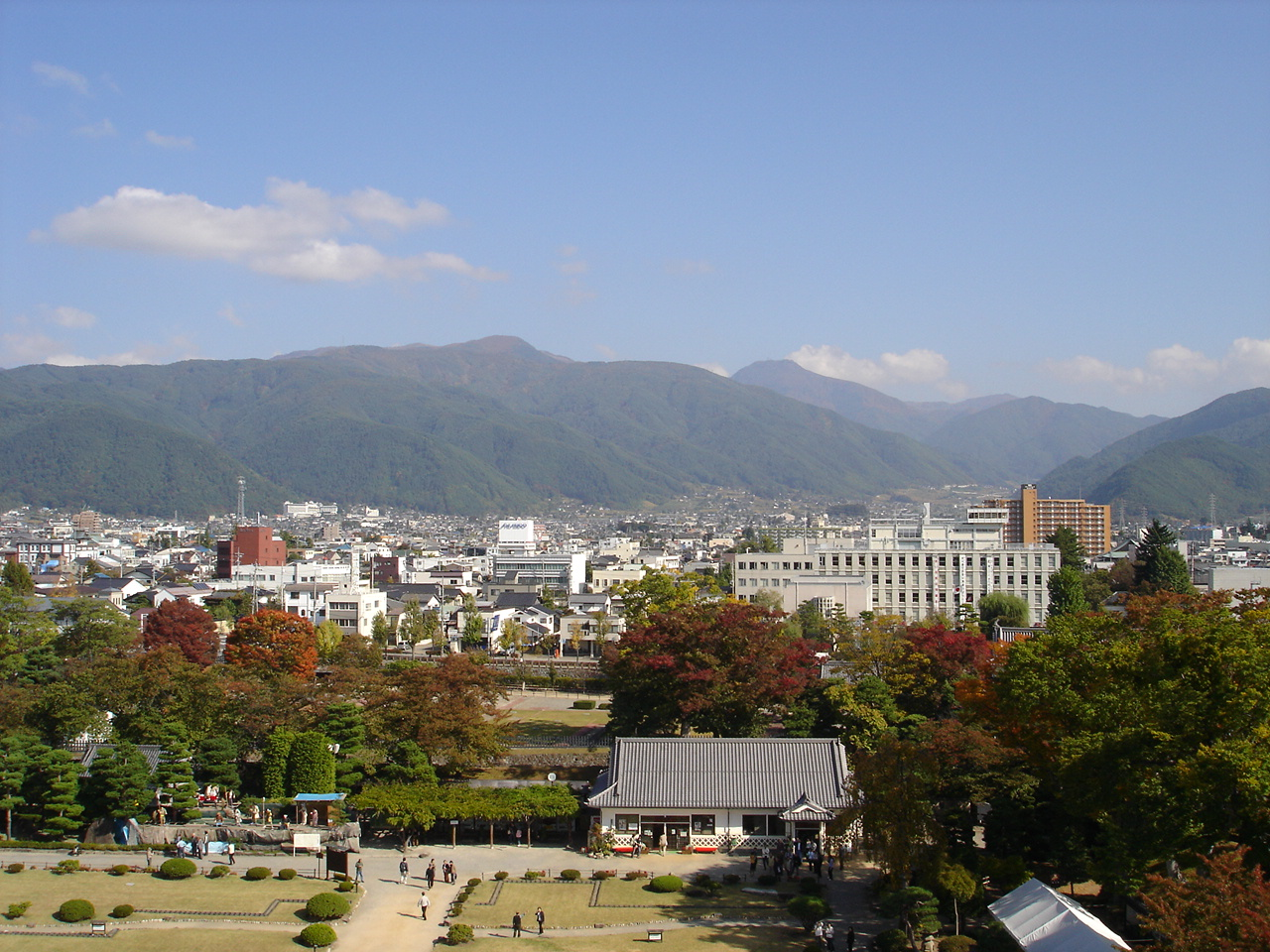
Vy över Matsumoto
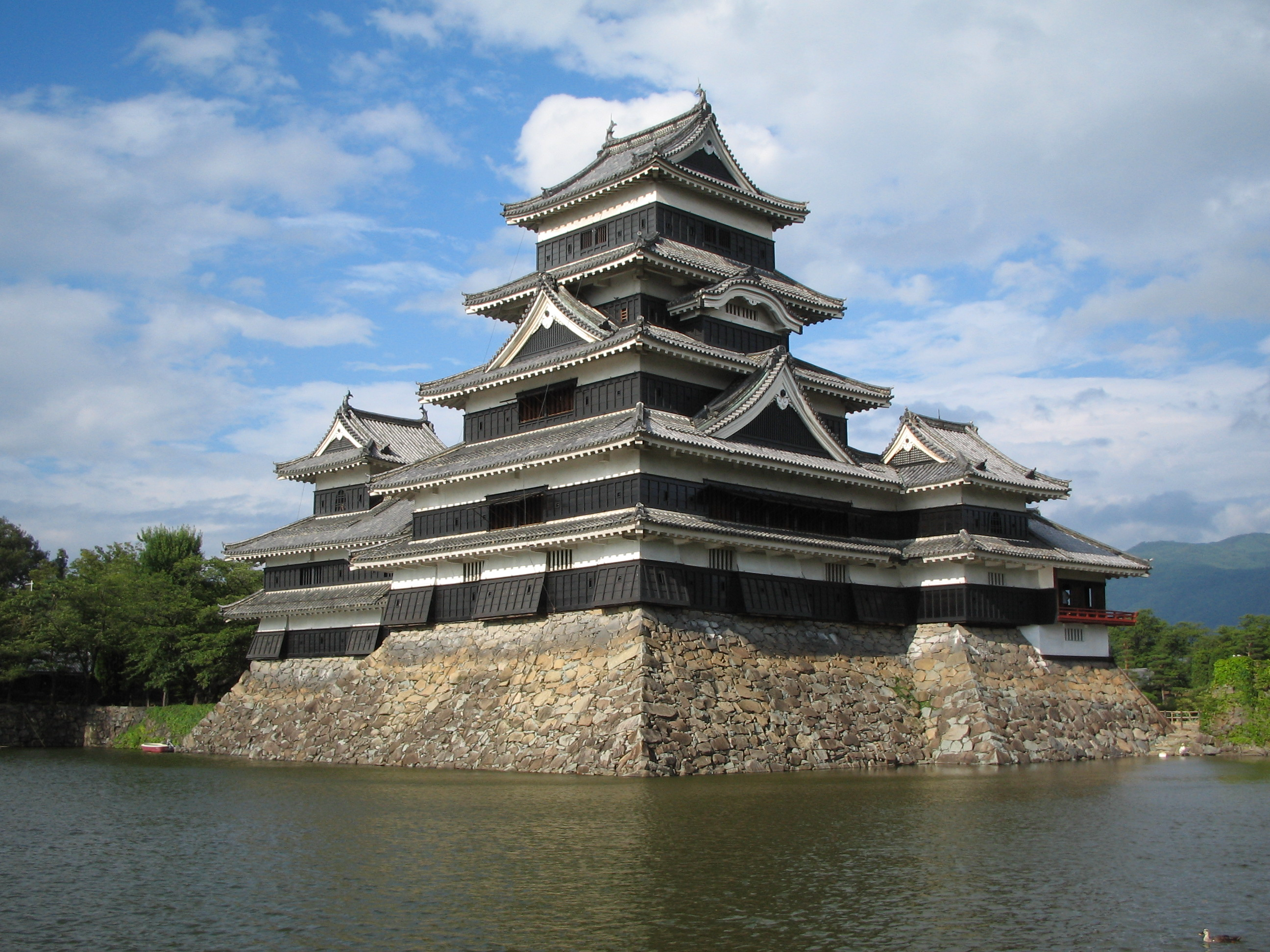
Slottet i Matsumoto
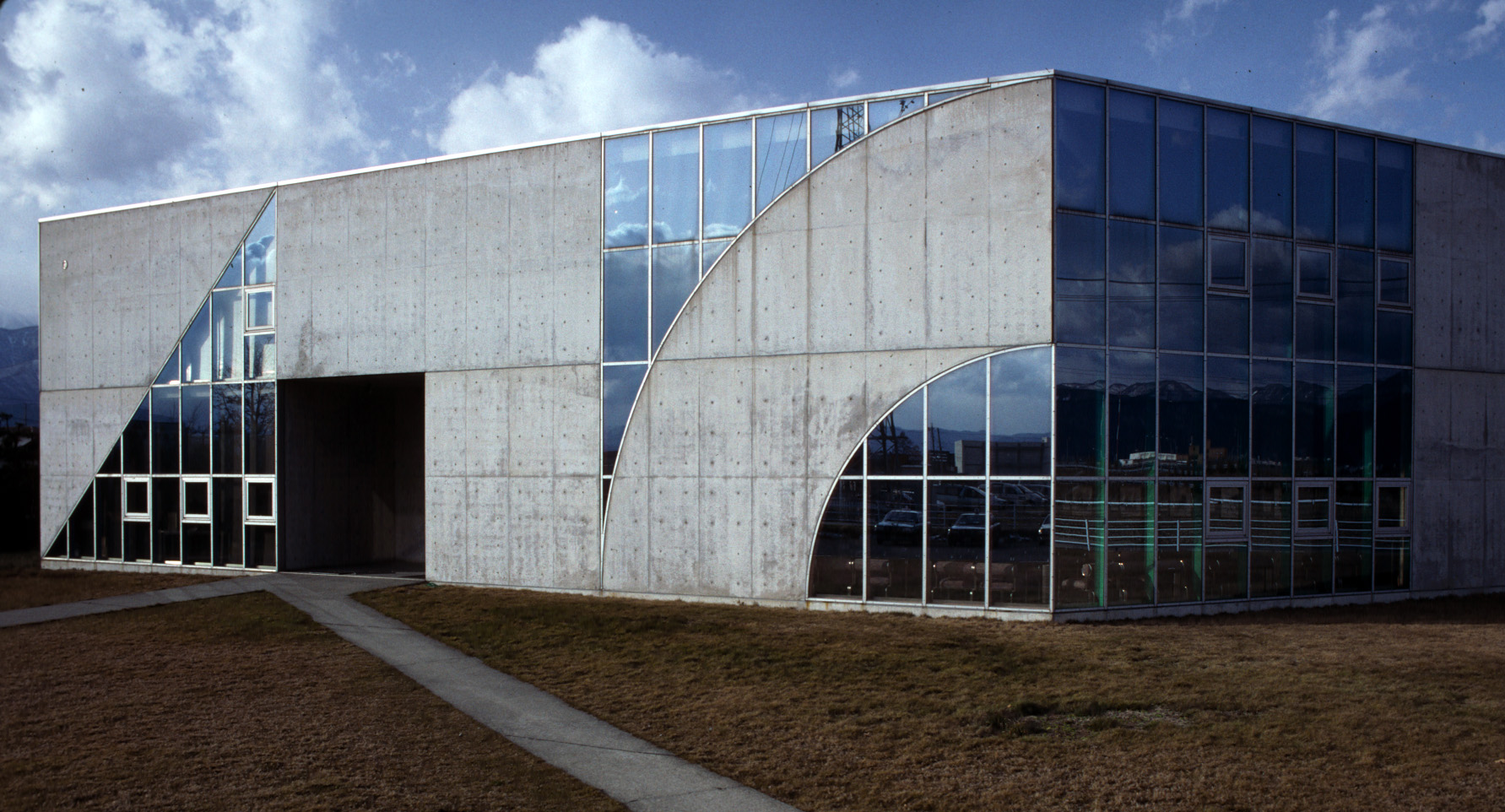
Japan Ukiyo-e Museum
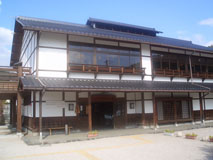
Asama Onsen, Matsumoto